# Typhlonus nasus
El Typhlonus nasus, también conocido como pez sin cara o pez sin rostro, es una especie de ofididos. Es la única especie del género monotípico Typhlonus. Se encuentra en los océanos Índico y Pacífico a profundidades de aproximadamente 3935 a 5100 metros. Esta especie crece hasta 46,5 cm de longitud estándar.
El pez recibe su nombre por su apariencia, debido a que tiene una «cara» extremadamente reducida. Su boca está ubicada en la parte inferior de la cabeza. Los lados de la cabeza no muestran ojos visibles. Sin embargo, posee ojos, que se pueden ver debajo de la piel en especímenes de tamaño pequeño. También posee dos pares de fosas nasales grandes hacia el frente de la cabeza sobre la boca. La especie tiene cubiertas branquiales discernibles a cada lado de la cabeza y grandes escamas caducas. También tiene aletas dorsales y anales reducidas de color oscuro y fusionadas en el extremo, como reemplazo de una aleta caudal faltante. Sus aletas son de color negro, con un cuerpo muy pálido.